# Heer zoekt kennismaking
Heer zoekt kennismaking is een hoorspel van Eduard König. Materiell desinteressiert  werd op 31 augustus 1965 door de Österreichischer Rundfunk uitgezonden. In een vertaling van Ward Ruyslinck zond de KRO het uit op donderdag 10 maart 1966. De regisseur was Léon Povel. Het hoorspel duurde 37 minuten.

## Rolbezetting
- Peronne Hosang (zij)
- Jan Borkus (hij)

## Inhoud
Een man en een vrouw, beiden zeer introvert en tot dusver gedesillusioneerd door het leven, hebben nu voor het eerst een huwelijksadvertentie geplaatst. Uit hun alleenspraken blijkt, dat ze zich elk een partner wensen die op de andere gelijkt. Uit schuchterheid echter missen ze elkaar op een haartje na. Dan leren ze elkaar toevallig in een bioscoop kennen, en we kunnen hopen dat het voor hen op een happy end uitdraait...